# ブラインド・ミスター・ジョーンズ
ブラインド・ミスター・ジョーンズ (Blind Mr. Jones)は、イギリスのシューゲイザー・バンド。

## 略歴
1990年頃にイングランドのマーロウにて結成。バンド名の由来は、トーキング・ヘッズのラスト・アルバム『ネイキッド』の1曲目の「Blind」と2曲目「Mr. Jones」を合わせたもの。
スローダイヴのニール・ハルステッドが彼らを気に入り、自ら彼らのデモテープをチェリー・レッド・レコードに持ち込み、同レーベルと契約する。
1991年、ハルステッドのプロデュースによりファーストEP『Eyes Wide E.P.』でデビュー。翌1992年にはフルート奏者のジョン・テグナーが加入しセカンドEP『Crazy Jazz』をリリース。3曲目の「featherweight」にはレディオヘッドのジョニー・グリーンウッドがゲストとして参加している。
さらに、同1992年にスローダイヴやチャプターハウス、レディオヘッドを手掛けてきたクリス・ハフォード (Chris Hufford)をプロデューサーに迎えてファースト・アルバム『Stereo Musicale』をリリースする。当時のメンバーの平均年齢は19歳と若く、シューゲイザー系のノイズ・ギターにフルートの音色が絡み合う独特のサウンドが特徴的である。
1994年には、セカンド・アルバム『タトゥイーン』をリリースする。前作の特徴だったフルートは無くなり、ギターの音も抑えられたものになっている。
彼らの活動期にはシューゲイザーのムーヴメントが沈静化していたこともあり商業的に振るわず、バンドはセカンド・アルバムのリリース直後に解散状態となる。
2005年にベスト・アルバム『スプーキー・ヴァイヴス - ベリー・ベスト・オブ・ブラインド・ミスター・ジョーンズ』がリリースされ、2008年にはヴィヴィド・サウンドより日本盤もリリースされる。2008年に2枚のアルバム全曲を含んだコンプリート・アルバム『オーヴァー・マイ・ヘッド - コンプリート・レコーディングス』がリリースされている。

## メンバー
- ジェイムス・フランクリン (James Franklin) - ギター
- リチャード・ムーア (Richard Moore) - ギター、ボーカル
- ウィル・ティヴァーシャム (Will Teversham) - ベース、ボーカル
- ジョン・ホワイト (Jon White) - ドラム
- ジョン・テグナー (Jon Tegner) - フルート

## ディスコグラフィ

### アルバム
- Stereo Musicale (1992年)
- 『タトゥイーン』 - Tatooine (1994年)

### EP
- Eyes Wide E.P. (1991年)
- Crazy Jazz (1992年)

### シングル
- "Spooky Vibes" (1994年)

### コンピレーション・アルバム
- 『スプーキー・ヴァイヴス - ベリー・ベスト・オブ・ブラインド・ミスター・ジョーンズ』 - Spooky Vibes - The Very Best Of Blind Mr. Jones (2005年)
- 『オーヴァー・マイ・ヘッド - コンプリート・レコーディングス』 - Over My Head: The Complete Recordings (2008年)
- Stereo Musicale Retrospective (2017年)